# Brett Aitken
Brett Aitken (Adelaida, 25 de gener de 1971) va ser un ciclista australià. Va combinar la carretera amb la pista. Va guanyar tres medalles olímpiques, una d'elles d'or en la prova de Madison juntament amb Scott McGrory.

## Palmarès en ruta
- 1998
  - 1r al Bay Cycling Classic i vencedor de 2 etapes
- 2000
  - 1r al Bay Cycling Classic i vencedor de 2 etapes
- 2002
  - Vencedor de 2 etapes al Tour de Tasmània
  - Vencedor d'una etapa al Bay Cycling Classic
- 2003
  - Vencedor d'una etapa al Bay Cycling Classic
- 2006
  - Vencedor de 3 etapes al Tour of the Murray River
- 2007
  - Vencedor d'una etapa al Tour of the Murray River
  - Vencedor d'una etapa al Tour de Tasmània
- 2009
  - Vencedor d'una etapa al Bay Cycling Classic

## Palmarès en pista
- 1992
  -  Medalla de plata als Jocs Olímpics de Barcelona en Persecució per equips (amb Stuart O'Grady, Stephen McGlede i Shaun O'Brien)
- 1993
  -  Campió del món de Persecució per equips (amb Stuart O'Grady, Billy Shearsby i Timothy O'Shannessey)
- 1994
  - Medalla d'or als Jocs de la Commonwealth en Persecució per equips (amb Stuart O'Grady, Bradley McGee i Timothy O'Shannessey)
  -  Campió d'Austràlia en Madison (amb Stuart O'Grady)
- 1996
  -  Medalla de bronze als Jocs Olímpics d'Atlanta en Persecució per equips (amb Dean Woods, Stuart O'Grady, Timothy O'Shannessey i Bradley McGee)
  -  Campió d'Austràlia en Madison (amb Dean Woods)
- 1997
  -  Campió d'Austràlia en Madison (amb Stephen Pate)
- 2000
  -  Medalla d'or als Jocs Olímpics d'Atenes en Madison (amb Scott McGrory)

### Resultats a laCopa del Món
- 1995
  - 1r a Tòquio, en Puntuació
- 1999
  - 1r a Fiorenzuola d'Arda, en Madison